# 大野季夫
大野 季夫（おおの すえお、1898年〈明治31年〉7月30日 - 没年不明）は、昭和時代の内務官僚。拓務官僚。朝鮮総督府官僚。慶尚南道知事。

## 経歴
大野淳平の六男として香川県豊田郡姫之江村（豊田郡豊浜町、三豊郡豊浜町を経て現観音寺市）に生まれる。1922年（大正11年）東京帝国大学法学部政治科を卒業。在学中の1921年（大正10年）に高等試験に合格した。内務省に入り新潟県地方事務官商工水産課長、鹿児島県書記官経済部長、拓務書記官朝鮮部勤務、東亜課長、大臣官房会計拓務局東亜第一各課長、拓務大臣秘書官、大臣官房秘書課長、朝鮮総督府秘書官兼総督府事務官総督官房などを経て、1943年（昭和18年）3月、慶尚南道知事に就任した。1945年（昭和20年）3月28日、退任した。
満洲拓殖公社理事を経て、戦後は公職追放となった。追放解除後は新潟県監査委員長となり、1947年（昭和22年）には川端家具を創立し代表取締役となった。